# 海山太郎 (初代)
海山 太郎（かいざん たろう、1854年7月8日（嘉永7年6月14日） - 1926年（昭和元年）12月30日）は、高知県香南市香我美町岸本出身の大相撲力士。本名は河野 貞太郎（こうの（かわの） さだたろう）。

## 来歴
1854年（嘉永7年）7月8日（旧暦6月14日）に高知県香南市香我美町岸本の武士の家に生まれる。子供の時から板垣退助の相撲道場に入り、脇の磯と名乗って土地相撲で活躍する。あまりに強すぎて歯の立つ相手がいないので、「当たるもの皆散る」という意味の「皆散」というニックネームを同僚から呈上されていた。
1877年（明治10年）に仲間と共に大坂相撲猪名川部屋へ加入して「皆散」を「海山」と書き換え、1879年9月場所に「海山貞吉」の四股名で新入幕を果たした。1882年8月場所で小結、その一年後には関脇に昇進したが、ここで大坂相撲を脱退し、同じ大坂出身で東京で活躍する初代梅ヶ谷藤太郎を慕って上京し、梅ヶ谷がいる玉垣部屋へ入門した。東京相撲では1884年1月場所において西幕尻格番付外で初土俵を踏み、右四つからの寄り、掬い投げを武器とした堅実な取り口で、初代西ノ海嘉治郎から2勝を挙げるなどしたが、前頭筆頭まで進むものの三役昇進は果たせなかった。

### 友綱一門の隆盛
1891年5月場所を最後に現役を引退、年寄・友綱を襲名して友綱部屋を設立した。海山の活躍はここから始まる。弟子の育成に関しては、後に「四十五日の鉄砲」と呼ばれる突き押しで相手を圧倒して大正時代を代表する名横綱・太刀山峯右エ門や、八幡山定吉・國見山悦吉の両大関、関脇・二代目海山太郎ら多くの幕内力士を輩出し、友綱一門と言われる角界の一大勢力を築き上げ、明治末期までの土俵の覇者として名をあげた。
弟子の二代目海山は引退後、5代・二所ノ関を襲名して第32代横綱・玉錦三右エ門を育てるなど、現在の二所ノ関一門の源流を創り上げて、大正時代の相撲協会幹部として活躍した。
また、協会運営においても東京大角力協会の首脳である取締に就き、旧・両国国技館の建設に尽力した。
こうした海山の活躍には同郷の政治家・板垣退助が後援者にいたことが大きかったとされる。弟子たちが妻帯する時は、女将が弟子の妻を手許に置いて相撲部屋の女将として仕込んだという。太刀山など弟子の獲得にも板垣退助が大きな役割を果たした。
しかし、弟子の太刀山が現役引退、年寄・東関を襲名してから行われた1919年5月場所後の検査役選挙において落選すると自らも取締辞任を表明、周囲が一度は引き留めたものの1921年夏場所、弟子の17代庄之助の差し違いからの引退も重なり1921年5月に協会を去った。廃業後は在職中に始めた芸妓待合を経営した。廃業後も関東大震災の折には危機となった東京大角力協会を案じ、大阪相撲協会首脳と会見し合併の流れを作った。1926年12月30日心臓病のため死去。72歳没。

## 主な成績
- 幕内在位：16場所
- 幕内成績：36勝36敗17分2預69休 勝率.500

## 弟子

### 横綱・大関
横綱
- 太刀山峯右エ門（22代・富山）

大関
- 八幡山定吉（高知）、独立時に根岸部屋から移籍
- 國見山悦吉（高知）
- 太刀光電右エ門（北海道）高砂部屋に移籍後大関へ昇進

### 幕内
関脇
- 二代海山太郎（高知）、第5代二所ノ関襲名後、二所ノ関部屋を創設、第32代横綱・玉錦の師匠
- 黒瀬川浪之助（富山）7代谷川襲名後、谷川部屋を創設

小結
- 矢筈山登（高知）7代友綱

前頭
- 高ノ戸大五郎（前3・長野）独立時に根岸部屋から移籍
- 八剣定吉（前10・新潟）
- 鬼竜山雷八 (2代)（前1・青森）　明治34年（1901年）に二枚鑑札で粂川部屋を再興、大関・鏡岩の師匠
- 若嶋大五郎(前7・千葉)

脱走して大坂相撲加入後に第21代横綱に昇進
- 寒玉子爲治郎（前9・富山）
- 響矢由太郎（前4・大阪）
- 鏡川正光（前2・高知）
- 土州山役太郎（前1・高知）、8代二子山襲名後、二子山部屋を創設
- 加勝山鹿治（前14・高知）
- 苅藻川真治郎（前8・兵庫）
- 敷嶌猪之助（前4・富山）、9代熊ヶ谷襲名後、熊ヶ谷部屋を創設
- 晴ノ海弥太郎（前12・高知）